# Audiencia Provincial de Málaga

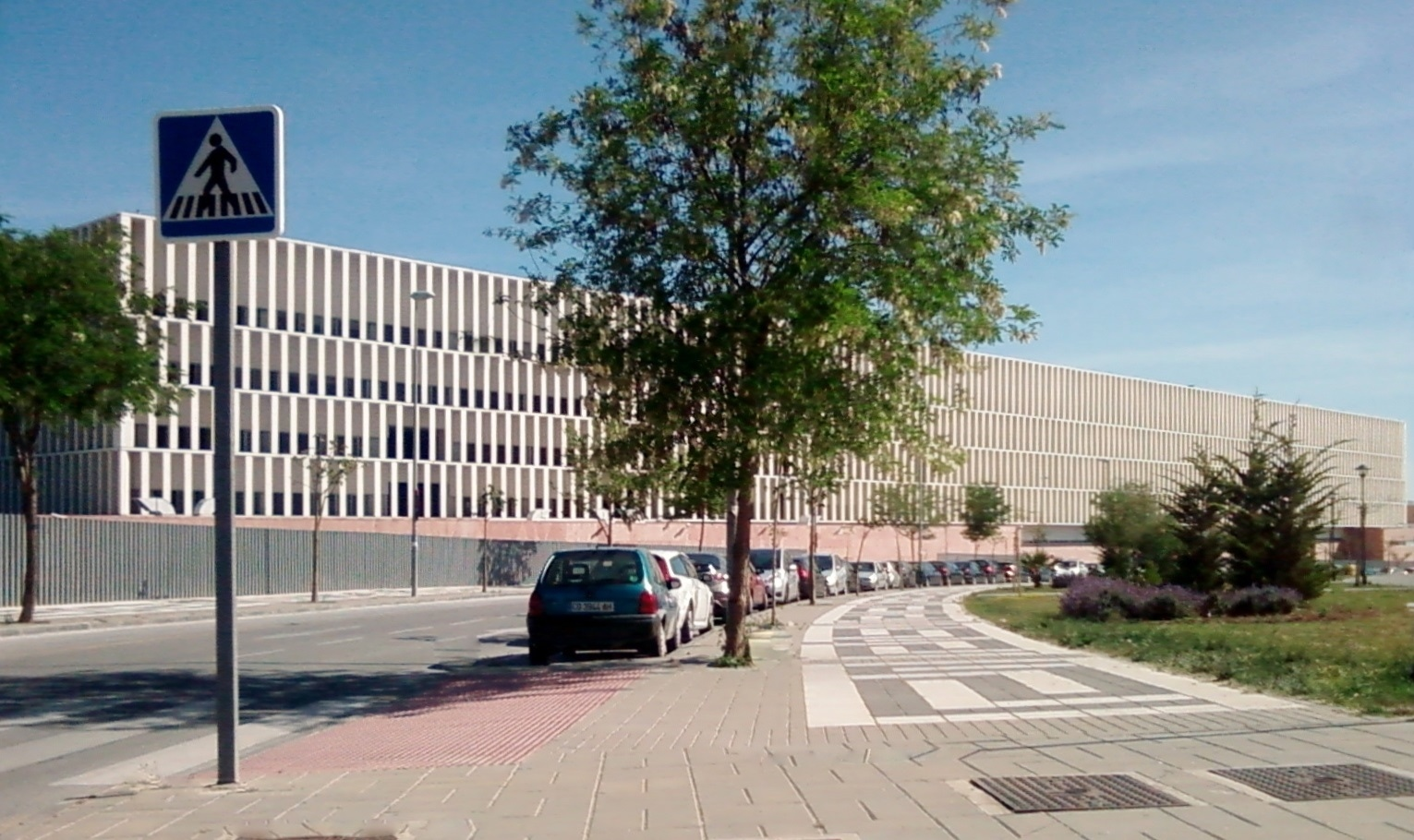
Ciudad de la Justicia de Málaga, sede de la Audiencia Provincial de Málaga

La Audiencia Provincial de Málaga es el órgano superior de justicia de la provincia de Málaga (España).
Conoce de asuntos civiles y penales. Cuenta con nueve secciones: tres civiles (4, 5 y 6), cinco penales (1, 2, 3, 8 y 9) y una civil y penal (7).
Tiene su sede en la Ciudad de la Justicia de Málaga situada en la capital malagueña. La sección séptima tiene su sede en Melilla. El actual presidente de la Audiencia Provincial de Málaga es, desde 2011, Antonio Alcalá Navarro.
Las Audiencias Provinciales tienen su antecedente en las Salas de lo criminal creadas por Real Decreto de 14 de octubre de 1882, pero se hace efectivo el 2 de enero de 1883 en virtud del Real Decreto de 11 de noviembre de 1882. Dichas Salas de lo criminal cesarán en funciones el 26 de julio de 1892, según el Real Decreto de 16 de julio de 1892, por el que se suprimen las  salas de lo criminal que no son capitales de provincia y las que persisten vendrán a denominarse Audiencias Provinciales.